# 白桂思
克里斯托弗·貝克威思（英語：Christopher I. Beckwith，1945年—），漢名白桂思或白貴思，是美国的一位学者，现为印第安納大学伯明顿分校中央欧亚研究系教授。
白桂思于1968年在俄亥俄州立大学获得中文文学学士学位，1974年在印第安納大学伯明顿分校获得藏文文学硕士学位，1977年，在印第安纳大学内亚研究所获得哲学博士学位。
他致力于研究亚洲语言和语言学，以及亚洲内陆地区的历史。目前他在该大学教中古藏语、中亚语言以及中亚历史。他认为古代的朝鲜语与日本语存在一定联系，并提出了扶餘語系（日本－高句丽語系）的假说；另外，他否认藏缅语和汉语有发生学关系，因而反对汉藏语系这一归类。學界過去共識認為出土的唐代吐蕃銘刻是立於各朝的贊普時期，他從碑銘的用詞用語及其內容入手，主張碑銘立於吐蕃帝國崩潰以後。他又主張吐蕃時期傳說的「佛苯之爭」其實並沒有發生過，因為苯教產生於吐蕃帝國崩潰之後。:43-44
他的代表性著作是於1987年出版的The Tibetan Empire in Central Asia一書:43，簡體字譯本為《吐蕃在中亚：中古早期吐蕃突厥大食唐朝争夺史》。

## 評論
- Byington, Mark E. . Acta Koreana. 2006, 9 (1): 141–166  [2018-02-12]. （原始内容存档于2017-11-08）.
- Hitch, Doug.  (PDF). Journal of the American Oriental Society. 2010, 130 (4): 654–658. JSTOR 23044587. （原始内容 (PDF)存档于2013-12-26）.
- Jones-Bley, Karlene; Huld, Martin E.  (PDF). Journal of Indo-European Studies. 2010, 38 (3&4): 431–443  [2018-02-12]. （原始内容存档 (PDF)于2017-01-15）.
- Pellard, Thomas. . Korean Studies (University of Hawaii Press). 2005, 29: 167–170. doi:10.1353/ks.2006.0008.